# Кисмайо

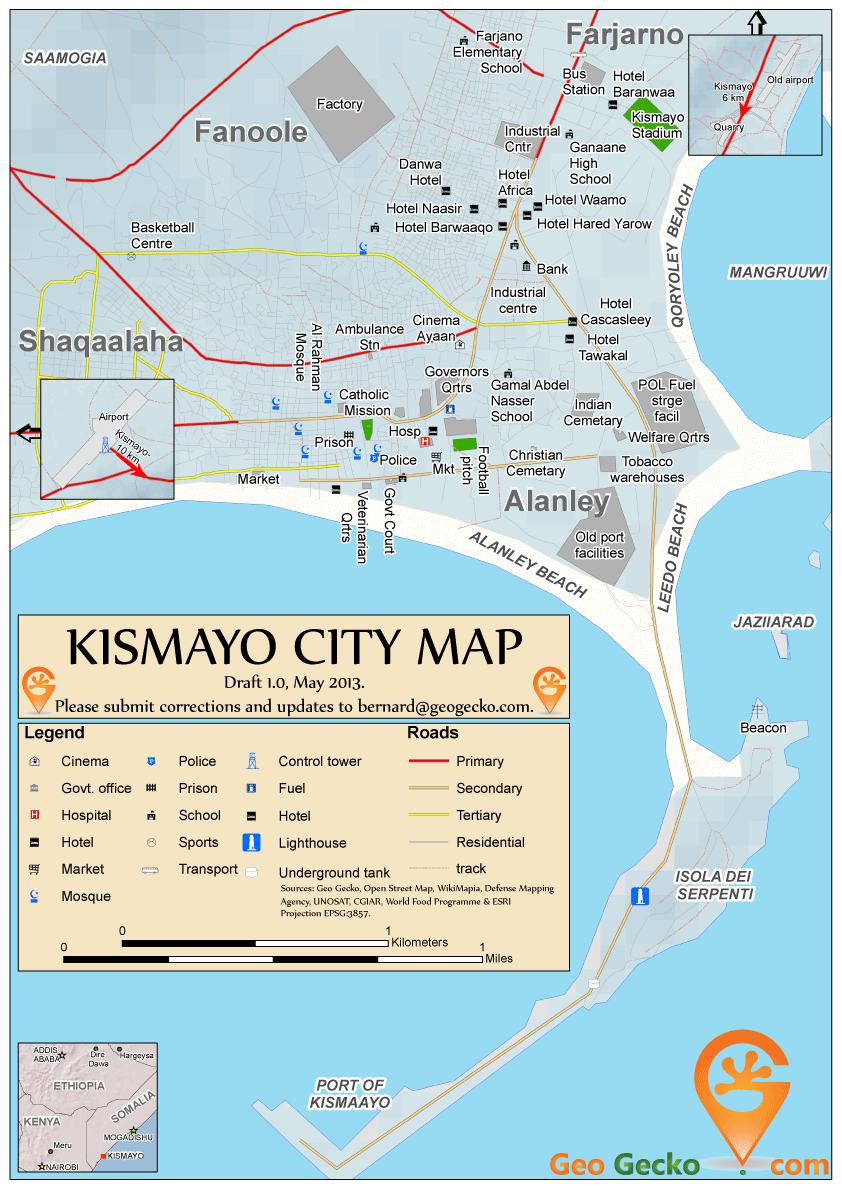
Карта Кисмайо

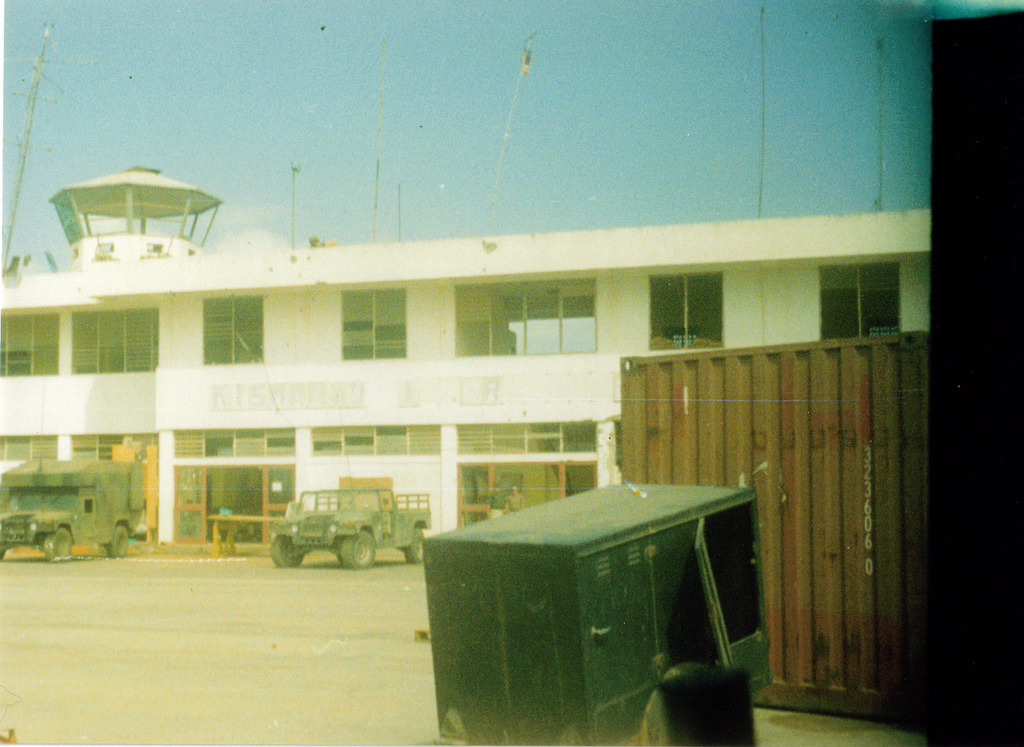
Аэропорт Кисмайо

Кисма́йо, Кисимайо, Кисимаю (сомал. Kismaayo; араб. كيسمايو‎) — портовый город в Сомали. Является административным центром сомалийской провинции Нижняя Джубба и столицей непризнанного государства Джубаленд.
Расположен на юге страны, близ границы с Кенией. Город лежит на берегу Индийского океана, близ устья реки Джуббы. Рядом с городом, в океане находятся острова Баджуни. Океанский порт и аэропорт.

## История
Город Кисмайо был построен народом баджуни, говорящим на языке суахили. Позднее в этот регион пришли племена сомалийцев. В настоящее время население города и окрестностей состоит из представителей разных народов.
В XV—XVII веках входил в состав имамата Аджуран.
В 1835 году Кисмайо и его окрестности были подчинены султану Занзибара. С 1895 года район Джубаленд, в котором находился Кисмайо, вошёл в состав британской колонии Кения. В 1925 году он был передан Италии и в 1926 году вошёл в состав колонии Итальянское Сомали. Кисмайо становится административным центром провинции Ольтре Джиба. Город разделен на пять округов, а именно Farjano, Faanoole, Shaqaalaha, Siinaay и Calanleey. Начало основания города началось с района Calenleey, он является старейшим из всех четырёх районов. Помимо этнических сомалийцев в городе проживают различные группы населения, включая индийцев, арабов, банту, браванесийцев, баджуни и т. д.
В годы гражданской войны в Сомали за обладание Кисмайо велись ожесточённые бои. Конфликт в Джубаленде затрагивал почти все сомалийские кланы, так или иначе претендующие на эти территории, поскольку каждый из кланов имеет частичное владение в Кисмайо или Нижней Джубе. Иными словами, конфликтогенность ситуации на юге целиком и полностью зависит от основополагающего вопроса, кому принадлежат эти территории. Каждый клан имеет свои собственные требования на основе своей интерпретации исторических событий. В эпицентре борьбы оказался контроль над портом, который используется для получения доходов от экспорта угля и импорта других товаров, а особенно от контрабанды сахара из Кении. Кланы, контролирующие Кисмайо, имеют лучшие условия для жизни в Джубаленде, и город воспринимается ими как столица этого непризнанного государства.
Несмотря на широкое распространение клановой семьи Дарод, доминирующей на территории между реками Джубба и Тана, многие другие кланы и социальные группы составляют значительную часть от общей численности населения и считают необходимым получения кусочка от порта. Но в данном случае перераспределение контроля над Кисмайо может стать источником дохода для вооруженной оппозиции, в лице Харакат аш-Шабаба.
Усилия по мирному соглашению в Джубаленде благоприятно повлияли на исход борьбы за нижнюю Джуббу и порт Кисмайо. Бандформирования других регионов продолжали военные действия, но, тем не менее, в августе 1993 года в столице Джубаленда было достигнуто соглашение, в котором участвовали 154 лидера различных группировок. Однако конфликт вновь разразился в феврале 1994 года, старейшины не смогли принудить к миру два ополчения. Миротворческая операция ООН в Сомали UNOSOM II попыталась использовать всеобъемлющий договор по урегулированию конфликта в Кисмайо между ведущими боевиками, в качестве шаблона для национального примирения. В мае 1994 года специальный представитель ООН Лансана Куяте скрепил соглашение в Найроби, произнеся речь: «полевые командиры в настоящее время мирные лидеры», но оптимистичный вывод не подтверждается последующими событиями. Всеобъемлющая национальная конференция по примирению не состоялась.
Вначале Кисмайо был опорной базой образованного в 1999 году Альянса долины Джубба. В сентябре 2006 года город был занят войсками Союза исламских судов, но 1 января 2007 года они были выбиты из Кисмайо частями эфиопской армии и сомалийского переходного правительства.
С августа 2008 года Кисмайо контролировался войсками Харакат аш-Шабаба, радикального крыла Союза исламских судов. Осенью 2012 года силы Африканского союза (конкретнее — Кении и Эфиопии при помощи Переходного правительства Сомали и движения Раскамбони) выбили Харакат аш-Шабаб из Кисмайо, установив контроль над городом.

## Климат
| Показатель                    | Янв. | Фев. | Март | Апр. | Май  | Июнь | Июль | Авг. | Сен. | Окт. | Нояб. | Дек. | Год  |
| ----------------------------- | ---- | ---- | ---- | ---- | ---- | ---- | ---- | ---- | ---- | ---- | ----- | ---- | ---- |
| Средний суточный максимум, °C | 30,4 | 30,7 | 31,5 | 32,0 | 30,7 | 28,9 | 28,5 | 28,9 | 29,1 | 30,2 | 30,9  | 31,1 | 30,3 |
| Средняя температура, °C       | 27,1 | 27,3 | 28,1 | 28,4 | 27,4 | 26,0 | 26,0 | 25,8 | 26,0 | 26,9 | 27,4  | 27,5 | 27,0 |
| Средний суточный минимум, °C  | 23,8 | 23,8 | 24,7 | 24,9 | 24,1 | 23,0 | 22,7 | 22,7 | 22,9 | 23,7 | 23,9  | 23,9 | 23,7 |
| Норма осадков, мм             | 0    | 0    | 1    | 34   | 99   | 99   | 60   | 23   | 14   | 12   | 18    | 6    | 366  |
| Источник:                     |      |      |      |      |      |      |      |      |      |      |       |      |      |